# Pulsatilla campanella
Pulsatilla campanella là một loài thực vật có hoa trong họ Mao lương. Loài này được Fisch. ex Krylov miêu tả khoa học đầu tiên năm 1931.